# Vlaams Instituut voor Biotechnologie
Het Vlaams Instituut voor Biotechnologie, tegenwoordig aangeduid met de afkorting VIB is een Belgisch wetenschappelijk onderzoeksinstituut. Het hoofdkantoor van het instituut is gevestigd in het Technologiepark Zwijnaarde. Het is non-profit (een vzw als rechtsvorm).
Voorzitter van de raad van bestuur werd Ajit Shetty in 2016.
Het instituut werd opgericht bij notariële akte van 6 juli 1995 als de vzw "Vlaams Interuniversitair Instituut voor Biotechnologie".

## Werkzaamheden
VIB onderzoekt de moleculaire processen die instaan voor de werking van cellen, organen en organismen. Dat gaat zowel om mens, dier, plant als micro-organisme. Hierbij focussen de onderzoekers zich zowel op de normale als ook op de abnormale of pathologische processen. Hoewel het om basisonderzoek gaat, gebeurt dit altijd met een open oog voor toepassingen in bijvoorbeeld geneeskunde, landbouw en milieuzorg. VIB besteedt bijzonder veel aandacht aan 'technologietransfer', het omzetten van ontdekkingen in octrooien, en het stimuleren van industriële toepassing van die octrooien. Daarnaast doet VIB ook aan publieksinformatie over biotechnologie en de effecten ervan op de samenleving.

## Samenwerkingsverband
VIB heeft een nauw partnerschap met vijf Belgische universiteiten: Universiteit Gent, Universiteit Antwerpen, Katholieke Universiteit Leuven, Universiteit Hasselt en Vrije Universiteit Brussel. Samen met de universiteiten stelt VIB zo'n 1100 mensen tewerk.